# Карпіноне
Карпіноне (італ. Carpinone) — муніципалітет в Італії, у регіоні Молізе,  провінція Ізернія.
Карпіноне розташоване на відстані близько 160 км на схід від Рима, 30 км на захід від Кампобассо, 7 км на схід від Ізернії.
Населення — 1184 особи (2014).
Щорічний фестиваль відбувається 16 серпня. Покровитель — святий Рох .

## Демографія
Населення за роками:

Станом на 1 січня 2023 року в муніципалітеті офіційно проживало 20 іноземців з 8 країн, серед них 3 громадяни країн Євросоюзу та 1 громадянин України.

## Сусідні муніципалітети
- Кастельпетрозо
- Фрозолоне
- Ізернія
- Макк'ягодена
- Песке
- Петторанелло-дель-Молізе
- Санта-Марія-дель-Молізе
- Сессано-дель-Молізе